# 笑う女優
笑う女優（わらうじょゆう）は、2010年1月1日の23:55 - 24:55（JST）に、元日ドラマスペシャルとして日本テレビ系で放送された日本の単発テレビドラマ。視聴率4.6%。

## 概要
女優と芸人、ドラマとコントの合体をテーマに、3本の短編ドラマをオムニバス形式で綴る。

## 殺したかもしれない

### あらすじ
人気恋愛小説家・朝倉孝太郎は女性にだらしなく、既婚者でありながら秘書の葉月と不倫をしていた。新年早々の元日、朝倉は仕事場の高級ホテルで葉月から「奥さんを殺したかもしれない」と告げられてしまう…。

### キャスト
- 香里奈
- 塚地武雅（ドランクドラゴン）
- 鈴木拓（ドランクドラゴン）

### スタッフ
- 脚本：松田裕子
- 脚本協力：アサダアツシ
- 演出：石尾純

## 告白

### あらすじ
飯塚、角田、豊本、の幼なじみ3人は、小学4年の時に転校して以来不通だったひとみから、ハガキで旅館に呼び出される。てっきり同窓会だと思って参加した3人だったが、ひとみの目的は別な事にあった…。

### キャスト
- 国仲涼子
- 飯塚悟志（東京03）
- 角田晃広（東京03）
- 豊本明長（東京03）

### スタッフ
- 原作：東京03
- 脚本：松田裕子
- 演出：水田伸生

## 青い鳥

### あらすじ
山田は1つ年上の先輩美里に好意を寄せているものの、男として見てもらえないことから、なかなか告白出来ずにいた。
そんなある日、山田にニューヨークへの転勤の辞令が下り、送別会が開かれることに…。

### キャスト
- 板谷由夏
- 日村勇紀（バナナマン）
- 設楽統（バナナマン）

### スタッフ
- 原作：バナナマン
- 脚本：中園ミホ
- 演出：大谷太郎

## スタッフ
- チーフプロデューサー - 田中芳樹
- プロジェクト統括 - 松村あゆみ
- プロデューサー - 加藤正俊、渡部智明
- 技術協力 - NiTRo
- 美術協力 - 日テレアート
- 協力 - トータルメディアコミュニケーション
- 製作著作 - 日本テレビ

## その他
元ネタとなったコントは下記の作品から視聴する事が出来る。
- 「殺したかもしれない」（ドランクドラゴン）
  - 「ドランクドラゴン 単独ライブ『火の位』」（TDKコア、2004年2月25日）
- 「告白（元ネタ題名は「温泉旅行」）」（東京03）
  - 「爆笑オンエアバトル 東京03」（アニプレックス、2010年3月14日）
- 「青い鳥」（バナナマン）
  - 「bananaman live kurukuru bird」（ホリプロ、2006年12月6日）